# Fritz Wagner (Schauspieler, 1915)

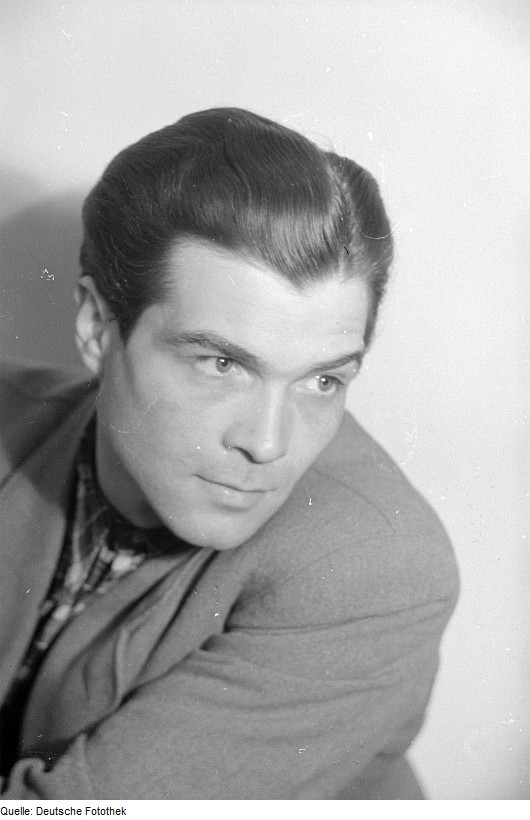
Fritz Wagner

Fritz Wagner (* 19. März 1915 in Heilbronn; eigentlich: Friedrich Karl Wagner; † 19. Januar 1982 in Bonn) war ein deutscher Schauspieler und Hörspielsprecher.

## Leben
Fritz Wagner wurde als Sohn des Kinoangestellten Karl Friedrich Wagner geboren. Dem Besuch der Mittelschule folgte eine Theaterausbildung bei Elly Förster. Daran schlossen sich erste Rollen an Theatern in Stuttgart, München und Berlin (Volksbühne und Hebbel-Theater) an.
Ab dem Jahr 1939 wirkte er in zahlreichen Filmproduktionen und in späteren Jahren auch in verschiedenen Fernsehproduktionen mit. Zudem war Fritz Wagner ab 1945 in vielen Hörspielen als Sprecher tätig.
Unter den Filmproduktionen befand sich 1941 der nationalsozialistische Propagandafilm Stukas, der heute in Deutschland als Vorbehaltsfilm nur unter strengen Voraussetzungen aufgeführt werden darf. Fritz Wagner spielte aber auch in den Nachkriegsfilmen In jenen Tagen von Helmut Käutner mit Gert Karl Schaefer, Erich Schellow und Hermann Speelmans und der DEFA–Produktion Die Brücke von Arthur Pohl mit Karl Hellmer, Arno Paulsen und Steffie Spira. Zudem war er an dem Film Leb' wohl Christina beteiligt, der als unvollendeter Film gilt, da die Dreharbeiten vor Ende des Zweiten Weltkriegs nicht mehr fertiggestellt werden konnten. 1956 stellte er in dem populären Unterhaltungsfilm Schwarzwaldmelodie von Géza von Bolváry mit Erica Beer, Claus Biederstaedt und Willy Fritsch den Stallmeister dar und verkörperte 1958 in dem Kriminalfilm Der Greifer von Eugen York mit Hans Albers, Hansjörg Felmy und Susanne Cramer die Rolle des Emil.
Im Fernsehen trat Fritz Wagner 1961 in einer Folge der dreiteiligen Krimicomedy–Serie Macky Pancake auf. Im Jahr 1962 folgte die Mitwirkung in einer Fernsehadaption des Dramas Der Biberpelz von Gerhart Hauptmann in der Regie von John Olden mit Inge Meysel, Edith Schultze-Westrum, Willi Rose, Ernst Schröder und Konrad Georg.
Als Sprecher war Fritz Wagner im Jahr 1945 in der Hörspieladaption (Produktion Nordwestdeutscher Rundfunk) des Theaterstücks Unsere kleine Stadt von Thornton Wilder in der Regie von Helmut Käutner mit Dagmar Altrichter, Ida Ehre und Harry Meyen zu hören. Er wirkte unter der Regie von S. O. Wagner auch in einigen Folgen der Hörspielreihen Die Jagd nach dem Täter und Gestatten, mein Name ist Cox des Norddeutschen Rundfunks (NDR) mit.

## Filmografie (Auswahl)
- 1938: Capriccio
- 1939: Fasching
- 1940: Der ewige Quell
- 1941: Stukas
- 1941: Menschen im Sturm
- 1941: Ein Windstoß
- 1942: Mit den Augen einer Frau
- 1943: Sophienlund
- 1943: Gefährlicher Frühling
- 1944: Die Hochstaplerin
- 1944: Bravo, kleiner Thomas
- 1945: Leb’ wohl, Christina
- 1945: Der Erbförster
- 1946: Freies Land
- 1947: Zugvögel
- 1947: In jenen Tagen
- 1948: Film ohne Titel
- 1948: Mädchen hinter Gittern
- 1948: Und wieder 48
- 1949: Die Brücke
- 1950: Der Kahn der fröhlichen Leute
- 1950: Erzieherin gesucht
- 1950: Kronjuwelen
- 1951: Herzen im Sturm
- 1951: Modell Bianka
- 1952: Großstadtgeheimnis/Bankraub am Wittenbergplatz
- 1952: Klettermaxe
- 1952: Am Brunnen vor dem Tore
- 1953: Anna Susanna
- 1953: Knall und Fall als Detektive
- 1953: Wenn am Sonntagabend die Dorfmusik spielt
- 1954: Jenny stiehlt die Welt
- 1954: Die tolle Lola
- 1954: Die schöne Müllerin
- 1954: Auf der Reeperbahn nachts um halb eins
- 1954: Phantom des großen Zeltes
- 1955: Ein Mann vergißt die Liebe
- 1955: Der Hauptmann und sein Held
- 1955: Oberwachtmeister Borck
- 1955: Eine Frau genügt nicht?
- 1955: Banditen der Autobahn
- 1955: Der fröhliche Wanderer
- 1955: Meine Kinder und ich
- 1955: Urlaub auf Ehrenwort
- 1955: Waldwinter
- 1956: Schwarzwaldmelodie
- 1956: Zu Befehl, Frau Feldwebel!
- 1956: Philemon und Baucis (Fernsehfilm)
- 1956: Das alte Försterhaus
- 1957: Banktresor 713
- 1957: Frühling in Berlin
- 1958: Die Abiturientin (Fernsehfilm)
- 1958: Der Greifer
- 1961: Bei Pichler stimmt die Kasse nicht
- 1961: Macky Pancake – Der Tote vom Balkon (Fernsehserie)
- 1962: Der Biberpelz (Fernsehfilm)
- 1963: Wassa Schelesnowa (Fernsehfilm)
- 1963: Das kleine Hofkonzert (Fernsehfilm)
- 1965: Jennifer…? (Fernsehfilm)
- 1968: Über den Gehorsam (Fernsehfilm)
- 1969: Das tickende Herz (Fernsehfilm)
- 1976: Alle Jahre wieder – Die Familie Semmeling (Fernseh–Mehrteiler)

## Hörspiele (Auswahl)
- 1945: Unsere kleine Stadt
- 1946: Urfaust
- 1946: Die Affaire Dreyfus
- 1946: Akazienallee 4
- 1946: Eins – Zwei – Drei
- 1946: Die Reise nach Paris
- 1946: Der Maulkorb
- 1947: Die herrlichen Zeiten
- 1947: Der verkaufte Großvater
- 1947: Der Wahrtraum
- 1947: Silberstrahl (als Sherlock Holmes)
- 1947: Der Bund der Rothaarigen (als Sherlock Holmes)
- 1947: Der zweite Blutfleck (als Sherlock Holmes)
- 1947: Das Geheimnis der Familie Musgrave (als Sherlock Holmes)
- 1948: Stalingrad
- 1948: Das Gewitter
- 1948: Der Fall Axel Petersen
- 1948: Oedipus
- 1948: Säuberung in Ithaka
- 1948: Das kleinere Übel
- 1948: Bigamie
- 1949: Sechs Mann nach Aue (Die soziale Frage)
- 1949: Die Glocken von Oradour
- 1949: Der kleine Grenzverkehr
- 1950: Erpressung
- 1950: Die wundertätigen Bettler
- 1950: Der Puderquastenfeldzug
- 1950: Der Gesang im Feuerofen
- 1951: Das Geheimnis des Wachsfigurenkabinetts
- 1951: Geronima und die Räuber
- 1951: Die Glücksritter oder Fortuna her zu mir
- 1951: Einer lügt von Anfang an
- 1951: Der Einzelgänger
- 1952: Verwehte Spuren
- 1952: Meine Nichte Susanne
- 1952: Die Ladenklingel (6. Folge: Meine Tante – Deine Tante)
- 1952: Draußen vor der Tür
- 1952: Götze einer Nacht
- 1952: Die Ladenklingel (7. Folge: Sei jung durch Floriana)
- 1952: Die Ladenklingel (8. Folge: Der Fall Bierbaum)
- 1953: Vergangenheit hat keine Türen
- 1953: Die Einsamkeit des Bürokraten: Bartleby
- 1953: Die Ladenklingel (9. Folge: Arno als Freiwerber)
- 1954: Der öst-westliche Diwan
- 1954: Unter dem Milchwald
- 1955: Hundert Kronen (Illusion)
- 1955: Fassaden
- 1956: Der neue Mantel
- 1956: Thérèse Raquin
- 1956: Das Streichholz unterm Bett
- 1957: Von Aristoteles bis Hipperich
- 1957: Die Bartschedel-Idee
- 1957: Wir sind mitten in der Operation
- 1958: Der Streit um des Esels Schatten
- 1958: John Every oder Wieviel ist der Mensch wert?
- 1958: Sardische Feme (Folge aus der Reihe „Die Jagd nach dem Täter“)
- 1959: Gestatten, mein Name ist Cox
- 1959: Die Räuber von Kardemomme
- 1959: Spitzbuben (Folge aus der Reihe „Die Jagd nach dem Täter“)
- 1960: Der Krater
- 1960: Der Mann mit dem braunen Schlapphut (Folge aus der Reihe „Die Jagd nach dem Täter“)
- 1960: Muscheln und Papierblumen
- 1961: Phantastische Kreuzfahrt
- 1964: Sonntag Nachmittag
- 1968: Bericht über die Pest in London, erstattet von Bürgern der Stadt, die im Jahre 1665, zwischen Mai und November, daran zugrunde gingen
- 1970: Glückspilze